# Bonifatiuspfad
Der Bonifatiuspfad ist ein Wanderweg in Hessen, der über 139 Kilometer vom Diemelstädter Ortsteil Wrexen bis zur Burg Herzberg im Gemeindegebiet von Breitenbach am Herzberg führt.

## Einteilung
Der Wanderweg gliedert sich in folgende Teil-Etappen:
1. Wrexen – Bad Arolsen (22 km)
2. Bad Arolsen – Volkhardinghausen (11 km)
3. Volkhardinghausen – Naumburg (17 km)
4. Naumburg – Fritzlar (21 km)
5. Fritzlar – Borken (16 km)
6. Borken – Frielendorf (11 km)
7. Frielendorf – Neukirchen (18 km)
8. Neukirchen – Burg Herzberg (23 km)

## Markierung
Der Wanderweg ist mit einem weißen X und einer 12 auf schwarzem Grund markiert.